# つないだ手
『つないだ手』（つないだて）は、Lil'Bの6作目のシングル。2009年11月11日発売。

## 解説
- テレビアニメ『鋼の錬金術師 FULLMETAL ALCHEMIST』第3クールエンディングテーマ。Lil'Bの曲がアニメのタイアップに使用されたのは「JET★GIRL」（『美肌一族』・2008年）以来である。CDのジャケット写真とビデオクリップには佐々木希が登場している。
- 期間生産限定盤には、エドワードとアルフォンスが描かれたイラストジャケットとEDアニメーションの一部分を使用したステッカーが封入されていた。

## 収録曲
1. つないだ手 (4:39)
  - 作詞：AILA / 作曲・編曲：黒光雄輝
  - MBS・TBS系アニメ『鋼の錬金術師 FULLMETAL ALCHEMIST』エンディングテーマ曲
2. ラストレター (4:40)
3. KISS (one more kiss mix) (4:39)
4. つないだ手 (TV version)
5. つないだ手 (karaoke)